# Jessalyn Wanlim
Jessalyn Corsino Wanlim, född 3 september 1982 i Calgary i Alberta, är en kanadensisk-amerikansk skådespelerska och fotomodell. Hon har bland annat spelat rollen som Evie Cho i science fiction-serien Orphan Black, samt Jenny Matthews i sitcomserien Workin' Moms. Hon är för tillfället bosatt i Nashville.

## Filmografi (i urval)

### Filmer
- 2009 – The Good Guy
- 2011 – A Cinderella Story: Once Upon a Song
- 2012 – Frenemies (TV-film)
- 2012 – Alex Cross
- 2014 – In My Dreams (TV-film)

### TV-serier
- 2006–2009 – All My Children (TV-serie)[1]
- 2007–2009 – Gossip Girl (TV-serie)
- 2008 – The Border (TV-serie)
- 2009 – Life on Mars (TV-serie)
- 2009 – Psych (TV-serie)
- 2009 – CSI: New York (TV-serie)
- 2009 – Bones (TV-serie)
- 2011 – Melissa & Joey (TV-serie)
- 2011 – The Closer (TV-serie)
- 2013 – NCIS: Los Angeles (TV-serie)
- 2013 – Modern Family (TV-serie)
- 2014 – Kirby Buckets – Warped (TV-serie)
- 2015–2016 – Lab Rats (TV-serie)
- 2016 – Orphan Black (TV-serie)
- 2017 – Colony (TV-serie)
- 2017–2023 – Workin' Moms (TV-serie)
- 2018 – 9-1-1 (TV-serie)
- 2019 – The Affair (TV-serie)